# 카르둔
카르둔(Cynara cardunculus)은 엉겅퀴를 닮은 국화목의 식물이다. 아티초크, 카르돈, 카르도니 등으로 불리기도 하며 여러 종류가 제배된다. 지중해 원산으로 고대부터 재배됐다.
데오프라스투스는 기원전 4세기에 가르둔에 대해 가장 처음으로 설명해 놓았다. 사실 카르둔은 고대부터 그리스와 로마의 요리에서 상당히 중요한 식재료였으며 중세를 거쳐서도 유럽 여러 민족에게 사랑받았다. 텃밭이나 화단에도 많이 나타나는 종으로 북아메리카 식민시대일 때에도 아주 흔한 일이었다. 19세기 후반이 지나가면서 이런 모습은 거의 사라졌다.
줄기에는 눈에는 잘 보이지 않지만 뾰족한 가시가 촘촘히 박혀 있어서 함부로 만졌다가는 피부가 화끈거리고 아플 수 있다. 여러 "가시 없는" 품종이 시도되고 있지만 특별한 품종 보호나 씨앗 보존 등은 아주 중요하다.
꽃눈을 아티초크처럼 많이 먹으며 줄기는 요리유의 일종으로 쓰이기도 한다. 찌어서 튀겨 먹기도 한다. 줄기 부분은 셀러리와 비슷하게 생겼고 아티초크와 맛이 비슷하기 때문에 많이 먹기도 하는데 대개는 겨울철에만 시장에서 볼 수 있다.
카르둔은 스페인 요리에서 나타나는 가장 흔한 재료중 하나이며 마드리드에서는 전통적인 식재료이기도 하다.
카르둔은 자라는 데만 5개월 정도의 시간이 걸리고 바람이 불거나 시원한 지대를 좋아한다. 하지만 서리 등에는 매우 약해서 소비가 광범위한 지역이라 할지라도 완벽하게 재배 조건을 갖춘 곳은 상당히 드물다고 할 수 있다.
상당히 적응력이 뛰어나며 특히 건조 기후에 아주 잘 적응한다. 아르헨티나의 팜파스에는 가장 주요한 잡초 중 하나가 되었으며 오스트레일리아, 캘리포니아에서도 꽤 흔한 편이다.
최근 카르둔은 바이오디젤의 공급원으로 주목받고 있으며 씨앗에서 기름을 추출하며 아티초크 유로 불린다. 해바라기유와도 상당히 구성, 사용면에서 비슷하다.